# Ignaz von Arbter
Ignaz Freiherr von Arbter, avstrijski general, * 14. april 1812, † 20. marec 1875.

## Življenjepis
Med avstrijsko-prusko vojno je bil generalni intendant avstro-ogrske Južne armade.
Upokojil se je 1. decembra 1870.

## Pregled vojaške kariere
Napredovanja
- generalmajor: 27. maj 1859 (z dnem 11. julijem 1859)
- podmaršal: 16. julij 1866 (z dnem 22. julijem 1866)